# 前田恒彦
前田 恒彦 （まえだ つねひこ、1967年（昭和42年）8月25日 - ）は、日本の元検察官、法曹資格者、法律事務評論家。
大阪地検特捜部主任検事証拠改竄事件において逮捕・起訴され、証拠隠滅罪で懲役1年6か月の実刑判決が2011年4月に確定したことで法曹資格を喪失し（2022年5月に法曹資格を回復）、法務大臣から懲戒免職の処分を受けた。

## 経歴

### 出生から学生時代まで
広島県呉市に生まれる。広島県立呉宮原高等学校を経て、1990年に広島大学法学部を卒業。呉市の実家から1時間半かけて大学に通い、金沢文雄ゼミ（刑法学）に所属。旧司法試験を受けるため、一時期、大学院社会科学研究科法律学専攻の修士課程に在籍した。

### 検事として
1993年、旧司法試験に合格。司法修習生48期（実務修習地は広島）。1996年、検事に任官。
大阪地検特捜部に3度勤務し、2009年には、同部において障害者郵便制度悪用事件の主任検事を務めた。
- 1996年 東京地検総務部検事
- 1996年6月 - 広島地検刑事部検事
- 1996年12月 - 同公判部検事
- 1997年 水戸地検公判係検事
- 1998年 同指導係・公害係検事
- 1999年 大阪地検公判部検事
- 2000年 大阪地検特捜部検事（1回目）
- 2001年 神戸地検姫路支部検事
- 2003年 大阪地検特捜部検事（2回目）
- 2006年 東京地検特捜部検事
- 2007年 名古屋地検 検事事務取扱
- 2008年 大阪地検特捜部検事（3回目）
- 2010年1月 東京地検 検事事務取扱
- 2010年10月 懲戒免職

### 大阪地検特捜部主任検事証拠改竄事件、実刑判決の確定、法曹資格喪失
2010年9月21日に朝日新聞は朝刊1面で、前田が主任検事を務めた障害者郵便制度悪用事件の証拠物件であるフロッピーディスクの内容が改竄されていたことをスクープした。
その日の夜に、最高検察庁刑事部検事 兼 大阪地方検察庁事務取扱の長谷川充弘が、大阪地検庁舎内で前田を逮捕して大阪拘置所に勾留し、前田の自宅及び大阪地検の執務室を捜索した。同年10月1日には事件当時の上司だった大阪地検元特捜部長・大坪弘道及び元副部長・佐賀元明が犯人隠匿容疑で逮捕され、大阪地検を管轄する大阪高等検察庁検事長の柳俊夫が陳謝する事態となった。
同年10月11日に大阪地方裁判所に起訴され、同日付で柳田稔法務大臣から懲戒免職の処分を発令された。
2011年4月12日、大阪地裁（中川博之裁判長）が懲役1年6か月の実刑判決（一審判決）を言い渡し、前田が控訴しなかったことで確定判決となった。前田は、禁錮以上の刑が確定したことで法曹資格を喪失した。前田は静岡刑務所に収監され、翌2012年5月に満期出所した。

### 満期出所後の動向
前田の法曹資格は、刑期満了から10年が経過した時点（2022年5月）で回復している。しかし、2012年5月の満期出所に際して、前田は、法曹界に戻るつもりはないという趣旨を述べ、出所後の生活については「何らかの仕事を見つける必要がある。使ってくれるところがあればどこでも」と述べた。
その後、主にインターネット上のメディアにおいて評論活動を行っていた前田は、2015年7月までに3回の講演を行った。さらに同年12月からは、Yahoo! JAPANで登録会員向けの有料記事を連載する形で、大阪地検特捜部主任検事証拠改竄事件についての手記を公表した。
2024年現在の前田は、Yahoo! JAPANに法律事務についての記事（うち数件／月は有料〈月額 1100円〉）を継続的に寄稿する評論活動を行っている。

## 人物
高校時代の趣味はプロレス。学生時代は真面目な努力家で、穏やかな物腰の気さくな人柄であったとされる。高校1年のときから既に検事を志していた。広島地検の同僚（当時特別刑事部長）であった郷原信郎は、前田の印象について「図太いという印象が残っています」と評する。
一方、学生時代の指導教官であった広島大学名誉教授の金沢文雄は、前田について「温厚でさわやかな性格で、正義感が強く権力の不正を憎んでいた」と語る。前田の学生時代の愛読書は『刑法とモラル（金沢文雄著）』であり、日常的に持ち歩いていたという。また、恩師である金沢に年賀状を欠かさず送り、電話で近況報告をしていたという。
詐欺事件で逮捕され、前田に取り調べを受けた音楽プロデューサーの小室哲哉は「高圧的なところがまったくない、紳士的な人」、障害者団体向け割引郵便制度悪用事件で前田に取調べを受けた参議院議員の石井一は「真面目でおとなしい人物」との印象を持ったという。
また、相手の目を見て話そうとしない気弱な性格であるという。これを知っていた司法研修所の同期の弁護士は「検事に向いていない」と助言している。

## 主な担当事件
検事として多くの事件の捜査に従事し、いくつかの事件では主任検事を務め中心的な役割を果たした。
福島県知事汚職事件
東京地方検察庁特別捜査部在籍時に捜査に参加。元水谷建設会長や福島県庁幹部の事情聴取などを担当した。しかし、前田に事情聴取された福島県庁幹部は、「自分は談合などに関して供述しなかったのに、担当検事（前田容疑者）は供述調書を作成した」（括弧内の表記も含め原文ママ）と指摘しており、前田の事情聴取の様子について「言っていないことまで供述調書に記された」と批判している。
山田洋行事件
東京地方検察庁特別捜査部在籍時に捜査に参加。
西松建設事件・陸山会事件
大阪地方検察庁特別捜査部在籍時に捜査に参加。ただし、陸山会事件で秘書の大久保隆規の5通の調書について検察事務官を立ち合わせないまま、調書が作成されていたことが判明し、検察は大久保の調書5通の証拠申請を撤回した。
小室哲哉5億円詐欺事件
大阪地方検察庁特別捜査部の主任検事として捜査を担当。有罪が確定。
朝鮮総連本部ビル売却問題
東京地方検察庁特別捜査部在籍時に捜査に参加。逮捕された緒方重威の弁護団は、公判において証言した前田と当時捜査を指揮した東京地検特捜部副部長を当該事件公判における偽証罪で10月に告発したものの、不起訴となった。
障害者団体向け割引郵便制度悪用事件
大阪地方検察庁特別捜査部の主任検事として捜査を担当。裁判中、証人が供述調書を否認し、関係者のアリバイの裏付け捜査の杜撰さも発覚し裁判官は証拠供述調書のほとんどを証拠として不採用とした。この裁判ののち、この事件の証拠物件たるフロッピーディスクの記録内容を改竄していたことが発覚し、2010年9月21日、前田が証拠隠滅罪により最高検察庁に逮捕された。この後、「健全な法治国家のために声をあげる市民の会」が前田を『特別公務員職権濫用罪』で11月に告発したものの、不起訴となった。